# Кириличев, Вячеслав Тимофеевич
Вячесла́в Тимофе́евич Кири́личев (2 сентября 1939, Свердловск — 13 марта 2022, Екатеринбург) — советский и российский актёр театра и кино; народный артист Российской Федерации (2000).

## Биография
Родился в Свердловске. Окончил Свердловское театральное училище (курс  А. Л. Соколова) в 1964 году и был принял актёром в Калужский областной драмтеатр.
С 1965 года по день смерти — актёр Свердловского театра драмы.
В 1974 году при работе над «Борисом Годуновым», в котором ему досталась роль Гришки Отрепьева, долго не ладилась ключевая «сцена у фонтана», пока актёром не был найден точный жест, вслед за которым простроилось всё остальное. Режиссёру постановки Соколову приходилось защищать нетрадиционную, по мнению некоторых членов художественного совета, вольную трактовку образа:
Что касается игры Кириличева, я поддерживаю его решение роли. Многим из артистов не хватает авантюризма, остроты, а он рискнул — и оказался прав.Александр Соколов, «Театр Александра Соколова» 2011
В 2010-х годах принимал участие в проекте «Молодой театр» при театре драмы.
Преподавал мастерство сценической речи в ЕГТИ.
Скончался 13 Марта 2022 года в Екатеринбурге после продолжительной болезни. Похоронен на Северном кладбище.

## Театральные роли
Свердловский театр драмы
- 1965 — «Мой бедный Марат»  В. Розова, режиссёр Александр Соколов — Леонидик
- 1967 — «Традиционный сбор» В. Розова, режиссёр Александр Соколов — Тимофей

…что касается самого дяди Вани — Вячеслава Кириличева, то не только замечательный образ Чехова, но и герои Островского, Розова, Вампилова, Коляды впервые возникали для многих из нас именно в его сценическом воплощении.
- 1972 — «На всякого мудреца довольно простоты» А. Островского, режиссёр А. Паламишев — Городулин
- 1973 — «Безымянная звезда» М. Себастьяна, режиссёр Е. Лифсон — Удря
- 1974 — «Борис Годунов» А. Пушкина, режиссёр Александр Соколов — Самозванец
- 1976 — «Энергичные люди» В. Шукшина, режиссёр Александр Соколов — Чернявый
- 1978 — «Аленький цветочек» С. Аксакова, режиссёр Вячеслав Анисимов — Кикимора
- 1979 — «Гнездо глухаря» В. Розова, режиссёр Александр Соколов — Золотарёв
- 1983 — «Василиса Прекрасная», режиссёр Валерий Пашнин — Старик
- 1983 — «Чайка» А. Чехова, режиссёр Феликс Григорьян — Шамраев
- 1987 — «А этот выпал из гнезда…» Д. Вассермана, режиссёр Владимир Аулов — Чезвик
- 1990 — «Танго» С. Мрожека, режиссёр Владимир Каминский — Стомил
- 1993 — «Страсти под крышей» по пьесе «Семейный портрет с посторонним» С. Лобозёрова, режиссёр Владимир Марченко — Тимофей
- 1995 — «Канотье» Н. Коляды, режиссёр Николай Коляда — Виктор
- 1997 — «Поминальная молитва» Г. Горина по произведениям Шолом-Алейхема, режиссёр Владимир Гурфинкель — Степан
- 1998 — «Дядя Ваня» А. Чехова, режиссёр Аркадий Кац — Войницкий
- 1999 — «Идеальный муж» О. Уайльда, режиссёр Аркадий Кац — Граф Кавершем
- 2002 — «Смерть коммивояжёра» А. Миллера, режиссёр Николай Попков — Вилли Ломен
- 2002 — «Цилиндр» Э. Де Филиппо, И. Макарова, режиссёр Владимир Рубанов — Аттилио
- 2003 — «Флорентийская мистерия» по мотивам комедии Н. Макиавелли «Мандрагора», режиссёр Владимир Рубанов — Мессер Нича
- 2003 — «Репортаж из Тараскона» О. Данилова, по мотивам произведения А. Доде, режиссёр Дмитрий Астрахан — Фотограф
- 2004 — «Женитьба Бальзаминова» А. Островского, режиссёр Владимир Рубанов
- 2005 — «Старший сын» А. Вампилова, режиссёр Владимир Рубанов — Сильва
- 2007 — «Афера (Смерть Тарелкина)» по пьесе А. Сухово-Кобылина «Смерть Тарелкина», режиссёр Саюлюс Варнас — Купец
- 2007 — «Кабала святош» М. Булгакова, режиссёр Владимир Рубанов — Маркиз де Лессак
- 2007 — «Любишь, не любишь» Ф. Булякова, режиссёр А. Абросимов — Старик Григорий
- 2008 — «Сиреневые крылья счастья» Ф. Саган, режиссёр Вероника Козоровицкая — Мэтр Флер
- 2009 — «Вишнёвый сад» А. Чехова, режиссёр Владимир Рубанов — Гаев
- 2011 — «Гроза» А. Островского, режиссёр Дмитрий Касимов — Дикой
- 2012 — «Мастер и Маргарита» по роману М. Булгакова, режиссёр Григорий Лифанов — Поплавский
- 2013 — «Два приятеля» И. Тургенева, режиссёр Дмитрий Касимов — Степан Петрович Барсуков
- 2013 — «Ещё до войны» В. Липатова, режиссёр Андрей Русинов — Дед Абросимов
- 2013 — «Синяя птица» М. Метерлинка, режиссёр Дмитрий Зимин — Время
- 2014 — «Безумный день, или Женитьба Фигаро» П. де Бомарше, режиссёр Сергей Афанасьев — Антонио, садовник
- 2015 — «Соло для часов с боем» О. Заградника, режиссёр Анатолий Праудин — Франтишек Абель
- 2016 — «Актриса» П. Куилтера, режиссёр Александр Баргман — Чарльз
- 2017 — «Дни Турбиных» М. Булгакова, режиссёр Александр Баргман — Максим — гимназический педель

## Фильмография
- 1975 — От зари до зари — прохожий
- 1976 — День семейного торжества — эпизод
- 1980 — Дым Отечества — эпизод
- 1980 — Лес — Счастливцев
- 1981 — Ночь председателя — эпизод
- 1981 — Сын полка — эпизод
- 1982 — Тем, кто остаётся жить — Коротков
- 1984 — Дорога к себе — Трофимыч
- 1985 — Иван Бабушкин — Марцинкевич
- 1985 — Не имеющий чина — Смолянов (в титрах — В. Кирилличев)
- 1987 — Отряд специального назначения — партизан
- 1989 — Перед рассветом — старик
- 1989 — Районные соревнования по домино (короткометражный) — Ложкин
- 1990 — Здравия желаю! или Бешеный дембель — Палыч
- 1990 — Шоколадный бунт — Степан Петрович
- 1991 — Расстанемся, пока хорошие
- 1991 — Сыщик петербургской полиции — метрдотель
- 1992 — Иди и не оглядывайся
- 1992 — Тишина
- 1993 — И вечно возвращаться — адвентист
- 1993 — Сыскное бюро «Феликс» — Ричард
- 1994 — Самолёт летит в Россию — начальник иранского полицейского участка
- 1995 — Стендовые испытания (короткометражный)
- 2001 — Ехали два шофёра — аккомпаниатор
- 2001 — На полпути в Париж — эпизод
- 2001 — Привет, малыш! — обходчик
- 2003 — Сель
- 2004 — К Вам пришёл ангел — журналист
- 2007 — Дело было в Гавриловке — дед Алексей
- 2008 — Дело было в Гавриловке-2 — дед Алексей
- 2008 — История любви, или Новогодний розыгрыш — Карпов
- 2012 — Золото — замерщик

## Общественная деятельность
В марте 2010 года подписал обращение российской оппозиции «Путин должен уйти» (подпись № 44144).

## Признание и награды
- 1968 — почётный диплом Министерства культуры РСФСР[9];
- 1976 — заслуженный артист РСФСР[10];
- 1996 — «лучшая мужская роль» на Свердловском областном конкурсе «Браво!» — 1995[9] — за роль Виктора в спектакле «Канотье»[11];
- 1998 — премия губернатора Свердловской области[2];
- 2000 — народный артист Российской Федерации[12];
- 2012 — премия Правления Свердловского отделения СТД РФ (ВТО) «И мастерство, и вдохновение…» на фестивале «Браво!» — 2011 — за высокое служение искусству (2012)[13];
- 2014 — региональный знак отличия «За заслуги перед Свердловской областью» III степени[9].